# NGC 2594
NGC 2594 ist eine Linsenförmige Galaxie vom Hubble-Typ S0 im Sternbild Krebs auf der Ekliptik. Sie ist schätzungsweise 103 Millionen Lichtjahre von der Milchstraße entfernt und hat einen Durchmesser von etwa 40.000 Lichtjahren. Vom Sonnensystem aus entfernt sich die Galaxie mit einer errechneten Radialgeschwindigkeit von näherungsweise 2.400 Kilometern pro Sekunde.
Das Objekt wurde am 29. März 1865 von Albert Marth entdeckt.

## Galaktisches Umfeld
| Nr. | Galaxie                   | Alternativname               | Rek           | Dek           | Distanz/asec |
| --- | ------------------------- | ---------------------------- | ------------- | ------------- | ------------ |
| →   | NGC 2594                  | LEDA/PGC 23704               | 08h27m17.161s | +25d52m43.73s | 0            |
| 1   | LEDA/PGC 213490           | 2MASX J08271349+2558021      | 08h27m13.464s | +25d58m02.12s | 322.29       |
| 2   | NGC 2592                  | LEDA/PGC 23701               | 08h27m08.052s | +25d58m13.15s | 351.61       |
| 3   | LEDA/PGC 1758016          | WISEA J082659.41+255905.8    | 08h26m59.420s | +25d59m06.00s | 451.08       |
| 4   | LEDA/PGC 23717            | UGC 4418                     | 08h27m27.680s | +25d43m27.90s | 573.61       |
| 5   | LEDA/PGC 1750450          | 2MASX J08280725+2548099      | 08h28m07.237s | +25d48m09.84s | 729.37       |
| 6   | LEDA/PGC 1760090          | WISEA J082636.75+260205.6    | 08h26m36.709s | +26d02m05.76s | 783.33       |
| 7   | LEDA/PGC 1760626          | 2MASX J08275673+2602579      | 08h27m56.719s | +26d02m57.56s | 812.80       |
| 8   | LEDA/PGC 87215            | AGC 180737                   | 08h28m18.100s | +25d47m18.10s | 834.30       |
| 9   | WISEA J082749.50+260637.9 | GALEXASC J082749.55+260639.1 | 08h27m49.503s | +26d06m37.98s | 941.36       |
| 10  | LEDA/PGC 1761618          | NSA 64431                    | 08h26m28.813s | +26d04m29.11s | 960.56       |
| 11  | LEDA/PGC 1761164          | NSA 64429                    | 08h26m21.981s | +26d03m46.44s | 996.44       |